# Happiness?
Happiness? is het derde soloalbum van Queen-drummer Roger Taylor. Het album is uitgebracht in 1994 en heeft drie singles, "Nazis 1994", en "Foreign Sand" (met Yoshiki Hayashi van X Japan) en de titeltrack, voortgebracht.
De tekst van "Nazis 1994" was zo controversieel dat het werd verbannen van de commerciële radiostations in het Verenigd Koninkrijk. Ook mocht er geen reclame voor de single worden gemaakt en weigerden veel muziekwinkels om het in de schappen te leggen.
Naar aanleiding van het afluisterschandaal van de krant News of the World in 2011 werd het nummer "Dear Mr Murdoch", voorzien met een nieuwe videoclip, opnieuw uitgebracht onder de naam "Dear Mr Murdoch 2011". In 2021 werd een nieuwe mix van het nummer "Foreign Sand" uitgebracht op Taylors zesde soloalbum Outsider.

## Nummers
- Alle nummers geschreven door Taylor, tenzij anders aangegeven.

1. "Nazis 1994" - 2:35
2. "Happiness" - 3:17
3. "Revelations" - 3:44
4. "Touch the Sky" - 5:04
5. "Foreign Sand" (Taylor/Yoshiki) - 6:53
6. "Freedom Train" - 6:12
7. "You Had to Be There" - 2:55
8. "The Key" - 4:25
9. "Everybody Hurts Sometime" - 2:52
10. "Loneliness..." - 2:25
11. "Dear Mr Murdoch" - 4:19
12. "Old Friends" - 3:33